# نوترینوی زمینه کیهانی
نوترینوی زمینه کیهانی (به اختصار CNB یا CνB) تابشی ذره‌ای است که در زمینه کیهان وجود دارد و از ذراتی به نام نوترینو تشکیل شده است که گاهی با نام نوترینوهای باستانی از آنها یاد می‌شود.
CνB نیز همانند تابش ریزموج زمینه کیهانی(CMB) از بقایای مه‌بانگ است. اما در حالیکه قدمت CMB به زمانی برمی‌گردد که جهان ۳۷۹۰۰۰ ساله بود، CνB زمانی از ماده جدا شد که ۲ ثانیه از عمر جهان می‌گذشت. تخمین زده‌میشود که امروزه CνB دمایی در حدود ۱.۹۵ کلوین دارد. از آنجا که برهمکنش میان ماده و نوترینوهای کم انرژی بسیار ضعیف است، آشکارسازی نوترینوها بسیار دشوار است و شاید CνB هرگز به طور مستقیم قابل مشاهده نباشد، هرچند که شواهد غیرمستقیم محکمی بر وجود آن دلالت می‌کنند.